# Burg Alsdorf

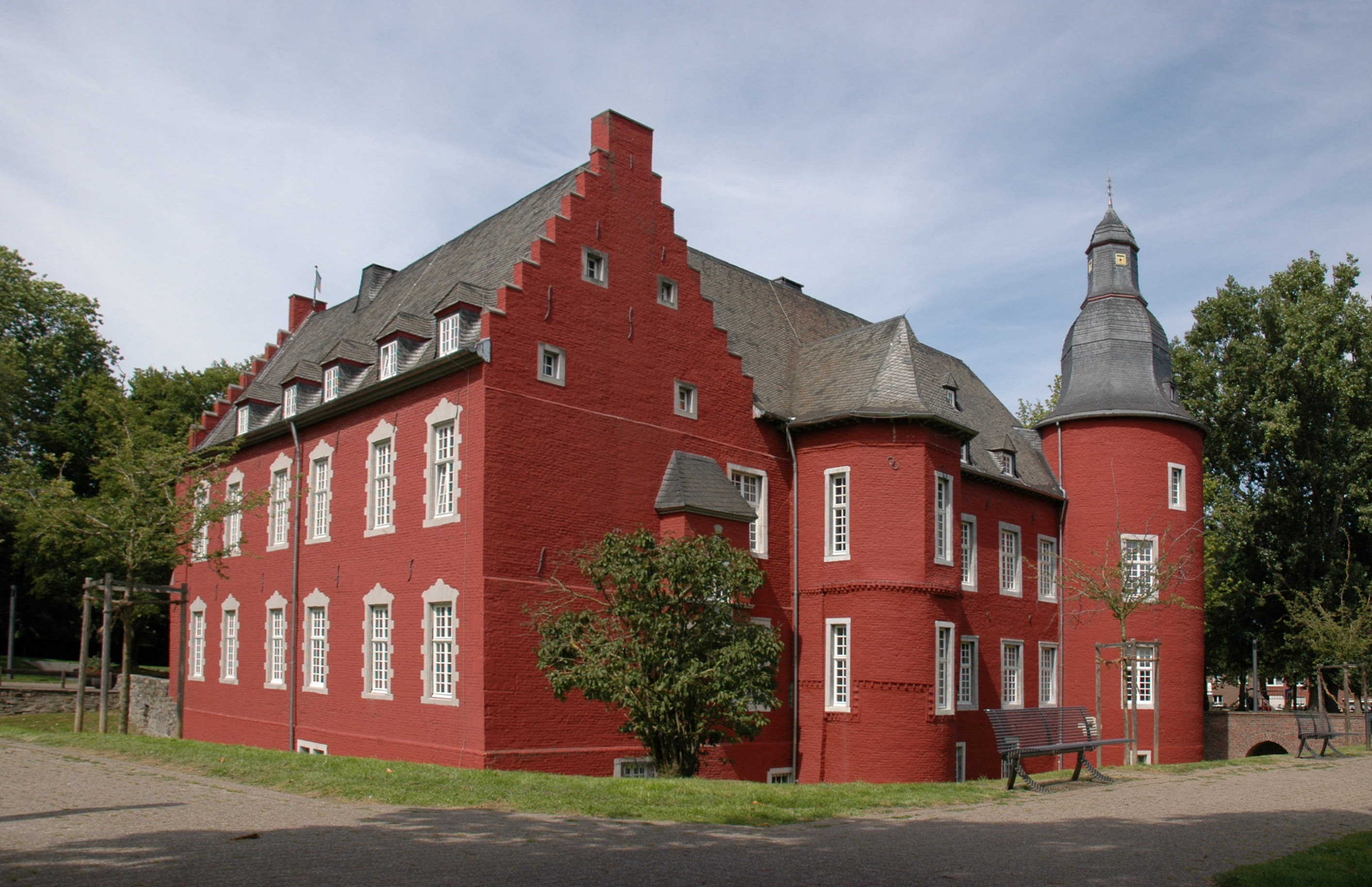
Burg Alsdorf, Südostansicht

Die Burg Alsdorf steht in der Stadtmitte von Alsdorf in der Städteregion Aachen. Im 15. Jahrhundert war sie eine typische rheinische Wasserburg, die zur Zeit der Renaissance sowie des Barocks zu einem Schloss aus- und umgebaut wurde und damit der repräsentative Mittelpunkt der großen Herrschaft Alsdorf war.
Vier Familien prägten die Geschichte der Anlage seit dem 12. Jahrhundert: Beginnend mit dem Geschlecht derer von Lovenberg, war die Anlage anschließend im Besitz der Familien von Hoemen und von Harff und kam über diese an die von Blanckarts, ehe 1935 die Stadt Alsdorf Eigentümerin wurde. Das Hauptgebäude beherbergt heute städtische Einrichtungen und steht mitsamt den zwei erhaltenen Vorburggebäuden seit dem 17. Oktober 1984 unter Denkmalschutz. Der Park ist für die Öffentlichkeit frei und kostenlos zugänglich.

## Beschreibung

Schematischer Lageplan

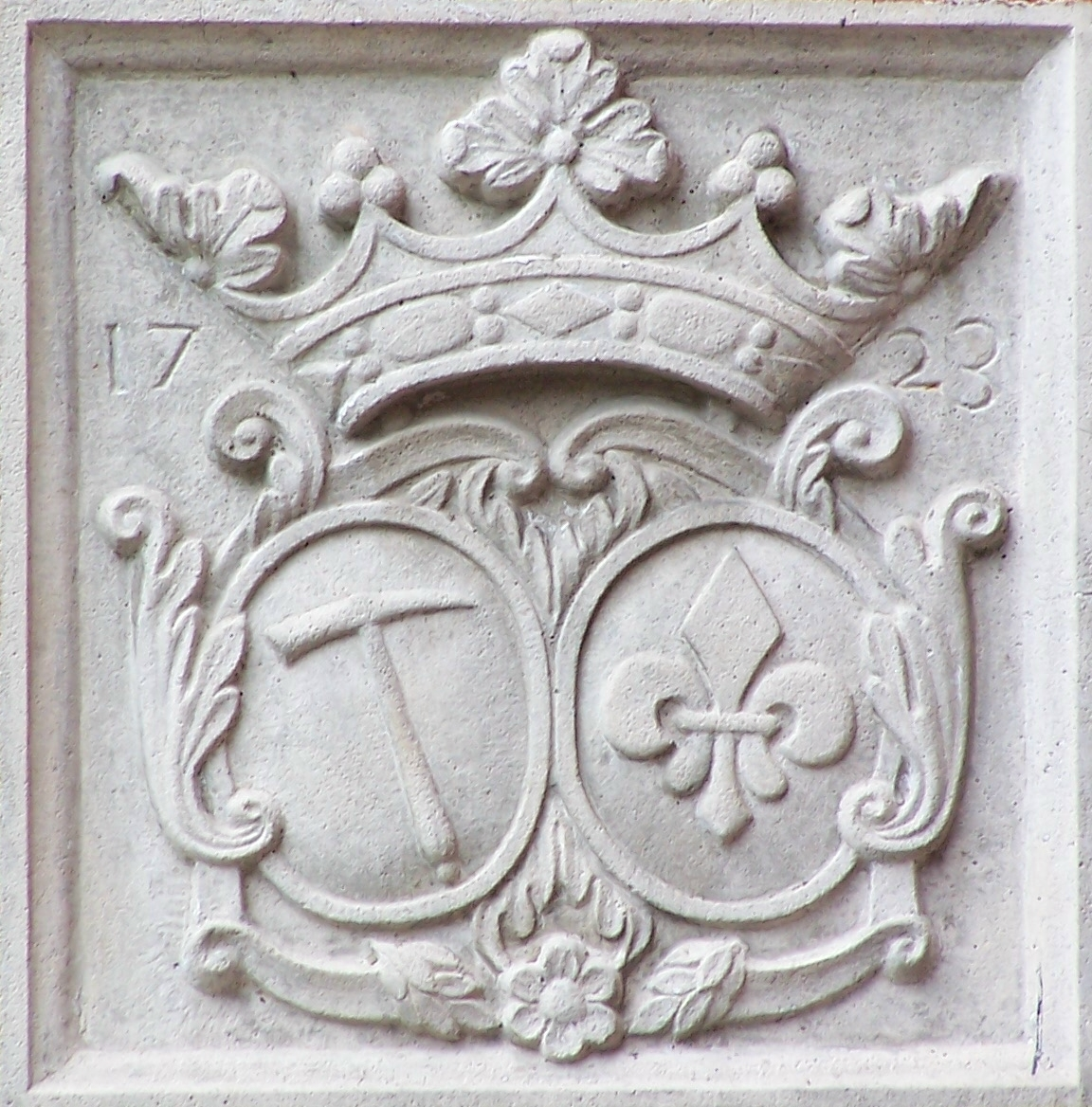
Das Allianzwappen von Blanckart/Wachtendonk verweist auf die Bauherren des Um- und Ausbaus von 1723/24

Burg Alsdorf ist eine zweiflügelige Anlage aus Backstein mit dunkelrotem Anstrich, die von einem kleinen Park umgeben ist. Die beiden rechtwinkelig aneinanderstoßenden Gebäudetrakte besitzen jeweils zwei Geschosse und sind von einem schiefergedeckten Dach abgeschlossen. Von der einstigen Vorburg sind mit der Remise und dem Torbau heute nur noch zwei Bauten vorhanden. Die Remise aus dem frühen 18. Jahrhundert besitzt einen Gewölbekeller, in dessen Gefängniszellen 1775 zwölf Mitglieder der berüchtigten Bockreiter auf ihre Verurteilung durch den Burgherrn warteten. Die zwei Geschosse des Baus sind von einem Walmdach abgeschlossen.
Der zweigeschossige Torbau zeigt noch Ansätze der ehemaligen Ringmauer. Über seiner korbbogigen Durchfahrt besitzt er im Obergeschoss niedrige Stichbogenfenster. Ein Ziegelfries und zwei Treppengiebel sind sein architektonischer Schmuck. Das heutige Satteldach ersetzte ein früheres Walmdach.
Von der ursprünglichen Kernburg sind noch der Süd- und der Westflügel erhalten, die von den Resten des trockengelegten Wassergrabens umgeben sind. Ihre feldseitigen Fassaden sind dekorativer gestaltet als die hofseitigen Partien. Ältester Teil ist der flankierende Rundturm an der Nordost-Ecke des Ostflügels. Er steht auf einem niedrigen Bruchsteinsockel und stammt im Kern noch aus dem 15. Jahrhundert. Die Turmmauer ist unten 1,72 Metern dick und verjüngt sich nach oben auf 1,15 Meter. Die drei Turmgeschosse besitzen als oberen Abschluss eine mit Schieferschindeln gedeckte, achteckige Haube mit geschlossener Laterne. Im Erdgeschoss des 23 Meter hohen Turms befand sich bis 1925 die Burgkapelle, von deren Ausstattung aber nichts mehr erhalten ist. Zudem wurde der Turm als Archiv und Verlies genutzt.
Die Errichtung des schlichten Ostflügels im Stil der Renaissance kann durch hofseitige Maueranker auf das Jahr 1617 datiert werden. Feldseitig ist er durch Rechteckfenster mit Fassungen aus behauenem Blaustein in vier Achsen unterteilt. An seinem südlichen Ende springt ein kleiner Halbturm aus der Mauerflucht vor. Dessen Mauerwerk mit umlaufenden Ziegelfriesen erhebt sich auf einem halbrunden Grundriss, verändert seine Form im Obergeschoss jedoch zu einem Polygon. Hofseitig zeigt der Ostflügel sechs Achsen, wobei sich in den beiden äußeren ebenerdige Eingänge befinden. Über der südlichen Tür ist das Allianzwappen des Freiherrn Alexander Adolf von Blanckart und seiner Frau Maria Florentina von Wachtendonk-Germenseel (Schwester des kurpfälzischen Ministers Hermann Arnold von Wachtendonk) mit den Emblemen ihrer Familien (Hammer und Lilie) samt der Jahreszahl 1723 zu sehen und erinnert damit an den Umbau des Trakts durch das Paar in jenem Jahr.
Der Südflügel des Schlosses ist jüngeren Datums und stammt aus der Zeit des Barocks. Der Trakt weist zwei Staffelgiebel auf und kann durch hofseitige Maueranker auf das Jahr 1724 datiert werden. Wie der Ostflügel besitzt er feldseitig große Rechteckfenster mit Hausteinfassungen, die ihn in sechs Achsen unterteilen. An seiner östlichen Schmalseite findet sich ein kleiner neugotischer Erker mit Spitzbogenfenster und Vierpassornament, der dem Gebäude um das Jahr 1900 hinzugefügt wurde. An der westlichen Schmalseite zeugen vermauerte Rundbogenöffnungen, Steinkonsolen und Strebepfeiler davon, dass sich dort bis in das 19. Jahrhundert ein nicht mehr existenter Westflügel anschloss, dessen Kellerräume noch unter dem heutigen gepflasterten Weg vorhanden sind.

## Geschichte

### Die Anfänge
Für 1150 ist ein Gottfried von Lovenberg (auch Laufenberg) als Herr von Alsdorf urkundlich belegbar. Seine Familie hatte ihren Stammsitz auf der Laufenburg und zählte zu den Vasallen des Herzogs von Limburg. Gottfrieds Nachkommen übten über die folgenden sieben Generationen die Herrschaft in Alsdorf aus. Zu Beginn des 14. Jahrhunderts trugen die Lovenbergs ihren Besitz dem Herzog von Brabant zu Lehen auf. Seit jenem Zeitpunkt war die Alsdorfer Burg ein Offenhaus der Brabanter Herzöge, so auch 1354, als Herzog Johann III. von Brabant Harper von Lovenberg mit Alsdorf belehnte. Mit dem Tod Hilgers von Lovenberg im Jahr 1404 erlosch die Familie im Mannesstamm. Die Nachfolge in der Herrschaft Alsdorf war lange Zeit ungeklärt, denn Hilgers einzige Tochter Agnes war noch nicht im heiratsfähigen Alter, und so enthielt ihr der Jülicher Erbmarschall Frambach von Birgel lange Jahre ihr Erbe vor, bis sie 1417 Arnold von Hoemen heiratete und ihm Burg und Herrlichkeit zubrachte.

### Neu- und Ausbau
Als der Sohn des Paares, ebenfalls mit Namen Arnold, kinderlos starb, entspannen sich Streitigkeiten wegen seines hinterlassenen Besitzes. Zunächst wurden Heinrich von Reuschenberg und sein Neffe Wilhelm von Kintzweiler als Erben Hilgers von Lovenberg und seiner Tochter Agnes mit der Burg Alsdorf belehnt, doch schon 1468 wechselte der Besitz an den Neffen des Verstorbenen, Johann von Hoemen. Dessen Tochter Johanna heiratete Gottschalk von Harff und brachte die Burg 1478, nachdem ihr Bruder Gerhard auf Alsdorf verzichtet hatte, an die reiche Familie ihres Mannes. Für fast zwei Jahrhunderte herrschten die von Harff über Alsdorf. Sie errichteten zu Beginn des 16. Jahrhunderts eine neue Burg, die einen Vorgängerbau unbekannter Größe ersetzte. Möglicherweise war dieser ein festes Haus, das den von Harff nicht mehr repräsentativ genug gewesen war. Im Jahr 1503 wurde die neue Schlosskapelle eingeweiht. Ihre Vorgängerin fand bereits 1464 urkundlich Erwähnung.

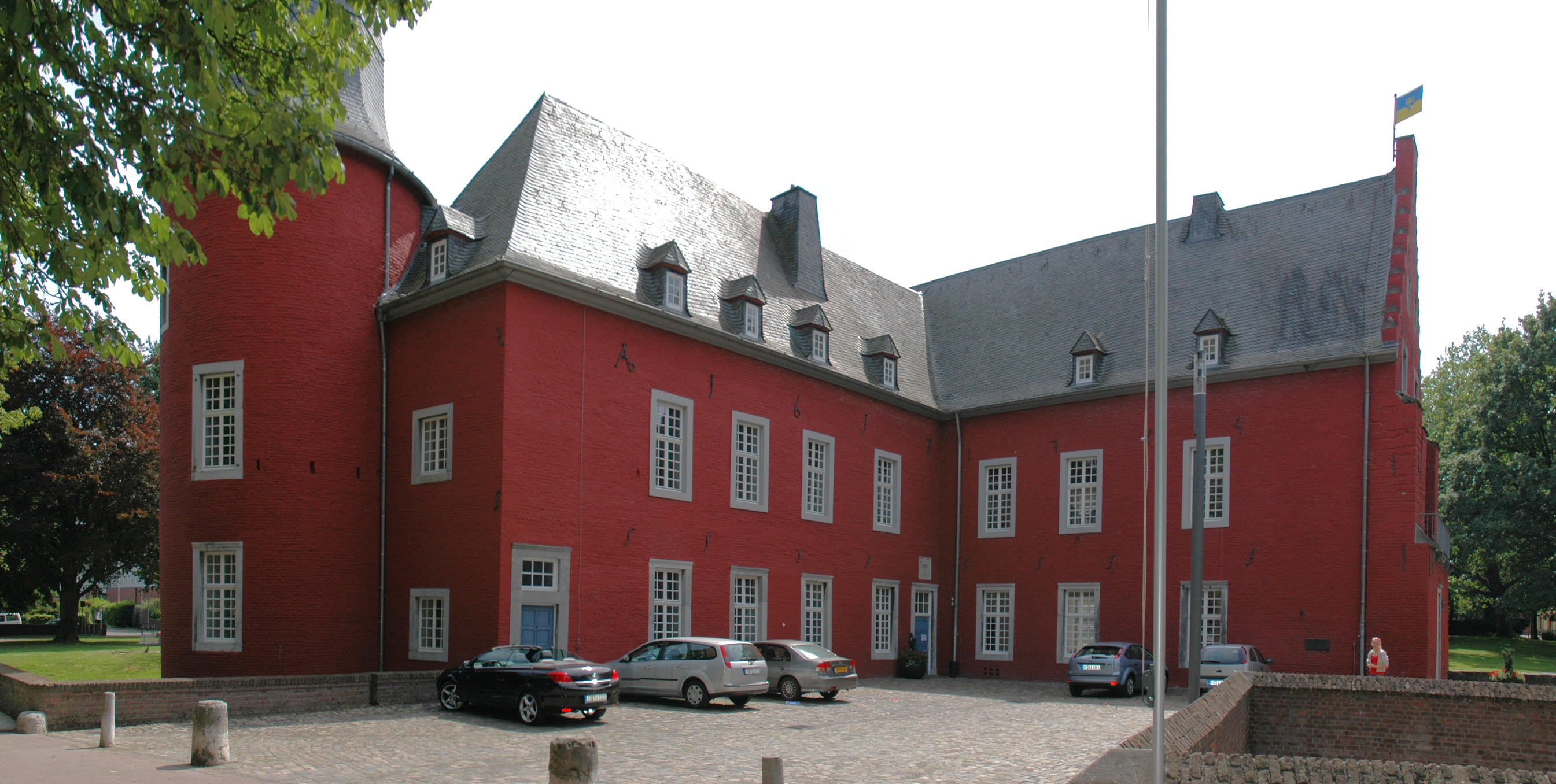
Das Aussehen der Kernburg resultiert aus einem Umbau im 18. Jahrhundert

Johann Wilhelm von Harff starb 1650 kinderlos, aber er hatte schon zu Lebzeiten seine Frau Isabella Clara von Blanckart als Alleinerbin eingesetzt. Allerdings versuchten Johann Wilhelms Stiefbruder und die Erben von dessen Schwester aus der Familie Beissel von Gymnich, Isabella Clara das Alsdorfer Erbe streitig zu machen. Doch Wilhelms Witwe gelang es, den Besitz für ihre Familie zu behaupten, indem sie ihn ihrem Bruder Otto Ludwig vermachte. Dessen Nachfahren gehörte die Burg Alsdorf bis in das 20. Jahrhundert. Alexander Adolf von Blanckart und seine Frau Maria Florentina von Wachtendonk ließen das Haupthaus im 18. Jahrhundert nach dem Vorbild französischer Schlösser zu einer Dreiflügelanlage umgestalten. 1723 wurde dazu der Ostflügel barockisiert und 1724 zudem der heutige Südflügel errichtet. Der sich ihm anschließende Westflügel war etwas kürzer als der gegenüberliegende Osttrakt und sein runder Eckturm auch nicht so wuchtig wie das östliche Pendant. Die drei Flügel umschlossen einen Ehrenhof, zu dem eine Brücke über den Wassergraben führte. Gleichzeitig geschah der Bau einer großen, sechsflügeligen Vorburg, die Stallungen und Scheunen, Ökonomiegebäude und eine Brennerei beherbergte. Letztere war noch bis in das Jahr 1902 in Betrieb. Zusätzlich wurde das gesamte Burgareal mit einer Mauer umgeben. Unter Karl Alexander von Blanckart erfolgten 1847 wieder grundlegende Veränderungen am Herrenhaus: Wegen großer Dachschäden ließ der Schlossherr den Westflügel samt Eckturm niederlegen.

### 20.Jahrhundert
Nachdem im Juli 1890 ein Brand die weitläufige Vorburg zu großen Teilen zerstört hatte, stellte Baron Friedrich von Blanckart den landwirtschaftlichen Betrieb ein und verpachtete den zur Burg gehörigen Landbesitz. 1892 ließ er zudem die einstigen Wassergräben fast vollständig einebnen und die Umfassungsmauer abreißen. Von dreien seiner Söhne fielen zwei im Ersten Weltkrieg, sodass der jüngste von ihnen, Josef, beim Tod des Vaters alleiniger Erbe des Besitzes wurde. Er verkaufte die Anlage mit „Park und Zutaten“ zunächst an die Kirchengemeinde Sankt Castor, von der sie am 11. Februar 1935 für 45.000 Reichstaler an die Stadt Alsdorf ging. Zuvor war 1925 die Schlosskapelle profaniert worden. Altaraufbau und Mensa wurden ins Heimatmuseum des damaligen Landkreises Aachen in der Abtei Kornelimünster gebracht, wo sie während des Zweiten Weltkriegs verschwanden. Die zwei im Turm befindlichen Glocken, die 1756 und 1757 von Christian Wilhelm Voigt aus Jülich gegossen worden waren, hängen seit 1930 in der Christus-König-Kirche in Busch.
Nachdem die Stadt Eigentümerin der Anlage geworden war, wurden dort zuerst Wohnungen eingerichtet und der Schlosspark der Öffentlichkeit zugänglich gemacht. In den 1960er Jahren fand unter erheblichen Eingriffen in die historische Bausubstanz eine Renovierung und Modernisierung der Bauten statt. Die noch erhaltenen Vorburggebäude wurden 1965 bis auf den Torbau und die Remise abgerissen, die Arbeiten am Hauptgebäude fanden zwischen 1967 und 1970 statt. Die Remise wurde von 2010 bis Anfang 2012 instand gesetzt. Anschließend wurden die Gebäude als Seniorentagesstätte und als Kulturzentrum genutzt. Auch die städtische Volkshochschule fand dort ihr Domizil.

### Heutige Nutzung
Im Herrenhaus der Burg Alsdorf sind heute einige städtische Einrichtungen untergebracht. Heiratswillige können sich im dortigen Trauzimmer standesamtlich trauen lassen. Die Remise wird seit April 2012 als Begegnungsstätte der Arbeiterwohlfahrt Alsdorf-Burg genutzt. Neben diesem Gebäude steht der sogenannte Musikpavillon, der dort in den 1950er Jahren errichtet wurde und steinerner Zeuge der Burggartenkonzerte ist, die dort seit 1950 regelmäßig stattfinden. Zudem ist der öffentlich zugängliche Schlosspark alljährlich in der Adventszeit Veranstaltungsort eines Weihnachtsmarkts.